# Abdolqader Maragheí

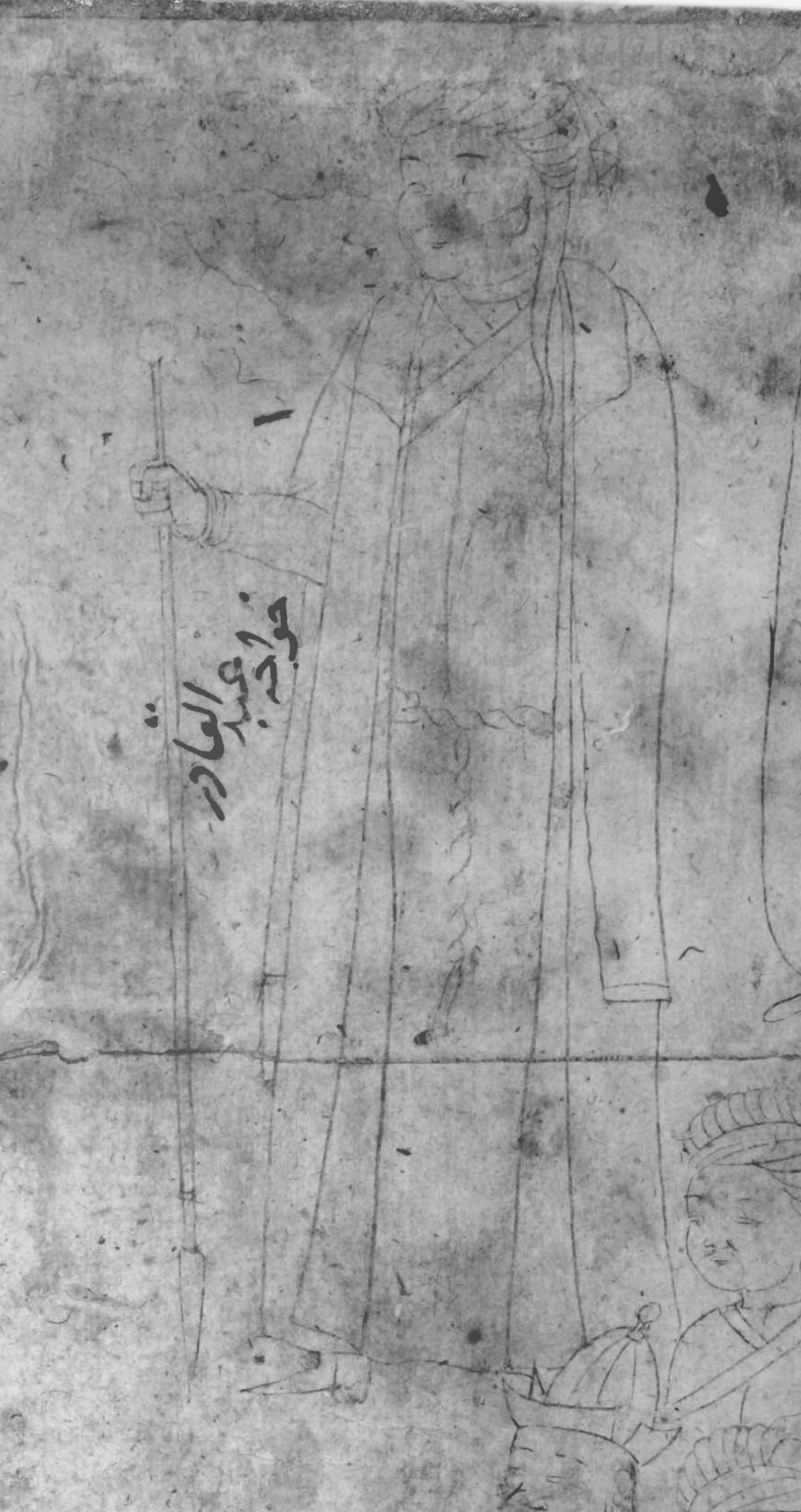
Abdolqader Maragheí

Abdolqader Maragheí (n. a mediados del siglo XIV - 1435 d. C.) fue un músico, poeta y artista persa, de acuerdo con la Enciclopedia del Islam «el mayor escritor persa sobre música».

## Vida
Abdolqader nació en Maraghe a mediados del siglo XIV. Hacia 1379, era músico de la corte del sultán Hosein yalayerí de Irak (1374-1382). El sultán Ahmad (1383-1410) lo ascendió a músico mayor de su corte, y cuando Tamerlán capturó Bagdad en 1393, lo trasladó a Samarcanda, capital de su imperio. Seis años más tarde servía en Tabriz al príncipe Miran Shah. Abdolqader fue culpado de la conducta descarriada del príncipe y Tamerlán trató de capturarlo, pero Abdolqader logró huir y regresar a refugiarse en la corte bagdadí del sultán Ahmad. En 1401, Tamerlán volvió a tomar la ciudad del Tigris y se llevó de nuevo a Abdolqader al centro de Transoxiana. Con el heredero de Tamerlán, Shahruj (1409-1447), el músico persa halló su lugar entre los hombres más brillantes de la corte heraví. En 1421 escribió un tratado de teoría musical para el sultán otomano Murad II. Murió en Samarcanda en 1435. 

## Obra
Abdolqader Maragheí dominaba la música, la poesía y la pintura, lo que hizo de él un codiciado cortesano entre los príncipes de las distintas dinastías de Persia, conocido entre sus contemporáneos por su talento musical como «gloria de las épocas pasadas». En particular, la corte otomana le profesaba una atención particular, hasta el punto de que aún hoy día, se considera que unas treinta piezas del repertorio clásico otomano son obra suya. 
En música, además de ejecutante de laúd y prolífico compositor (tasnifí), Maragheí destacó por su labor teórica. Se le conocen cuatro tratados, de los que los tres subsistentes están escritos en persa. El Ŷâme’ ol-alhân es el más importante, y se conservan de él manuscritos del propio autor en la Bodleian Library y en la biblioteca de la mezquita Nuruosmaniye de Estambul. Su segunda obra en importancia es Maqâsed ol-alhân, dedicado al sultán otomano Murad II. Un tercer tratado, Kanz ol-alhân, no ha subsistido; y de un cuarto, el comentario al Kitâb al-adwâr de Safioddín Ormaví titulado Sharh al-Adwâr, hay un ejemplar también en la Nuruosmaniye. 